# Saarijärvi (sjö i Enare, Lappland, vid Suolisvuono)
Saarijärvi eller Suâljäu'rr är en sjö i kommunen Enare i landskapet Lappland i Finland. Sjön ligger 141,6 meter över havet. Arean är 28 hektar och strandlinjen är 5,54 kilometer lång.  Den  ingår i Pasvik älvs huvudavrinningsområde.  Sjön ligger omkring 330 kilometer norr om Rovaniemi och omkring 1000 kilometer norr om Helsingfors. 